# استفاده منصفانه

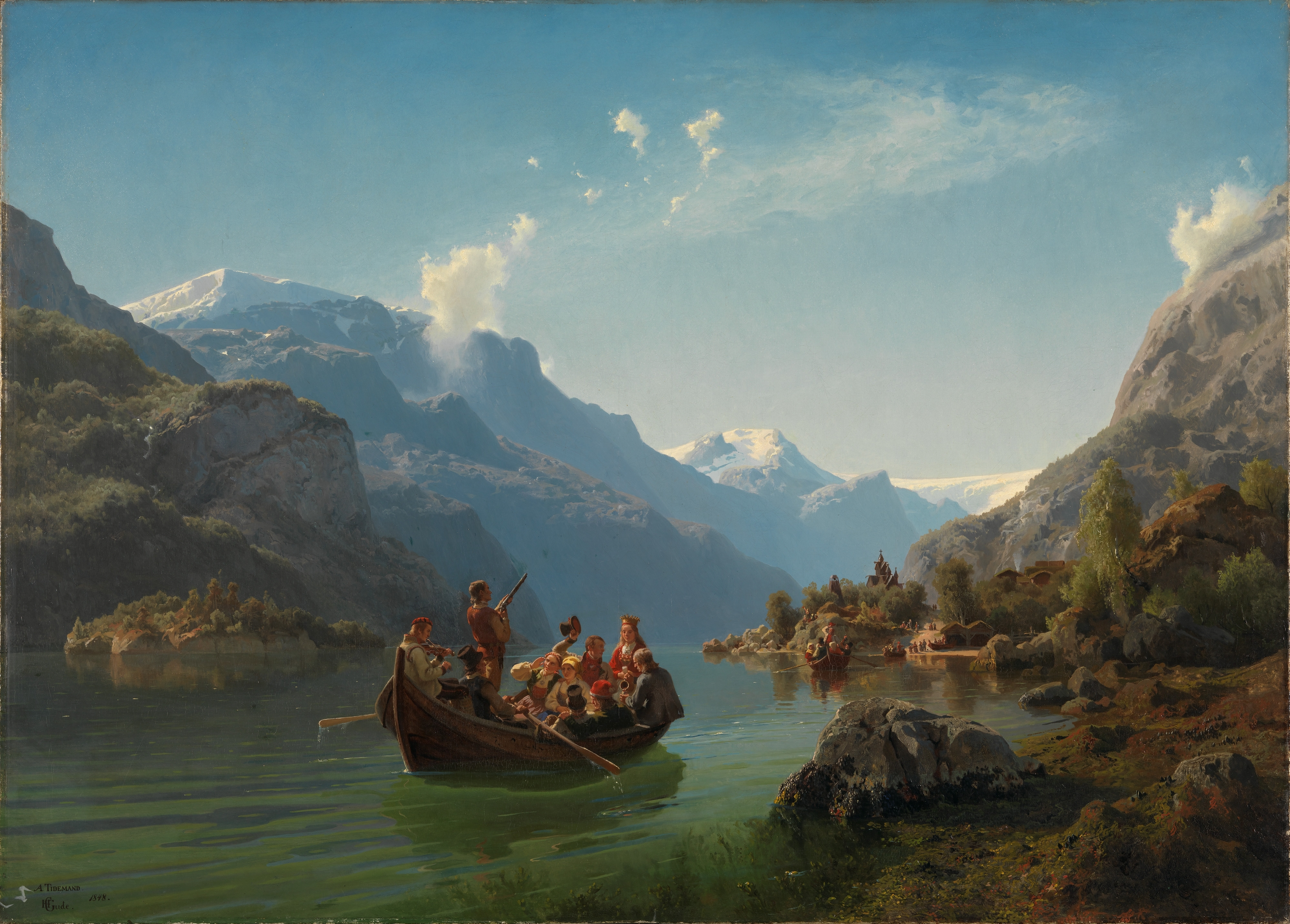
نمونهٔ یکی از کارهایی که برای امور عام‌المنفعه قرار داده شده‌است

استفادهٔ منصفانه (به انگلیسی: Fair use) از جزئیات قانون حق تکثیر ایالات متحدهٔ آمریکا است که اجازهٔ ذکر یا تلفیق آثاری از دیگران که تحت حمایت قانون حق تکثیر هستند را با اثر خود تحت چهار عامل آزمون تعادل می‌دهد. این اصطلاح اولین بار در آمریکا استفاده شد.
استفادهٔ منصفانه اصطلاحی منحصر به ایالات متحده است. اصل مشابه معامله منصفانه در دیگر قوانین عمومی حوزهٔ قضایی موجود است. قانون علامت تجاری آمریکا نیز استفادهٔ منصفانه را در خود جا داده‌است. درحالی‌که اسامی یکسان هستند اما اصول این قانون (در دو حوزهٔ یادشده) کاملاً متفاوت است.
قانون حق تکثیر فیلیپین، اصلی با نام استفادهٔ منصفانه را به رسمیت می‌شناسد که به‌طور وسیع، یا حتی کاملاً، برپایهٔ اصل مشابه در قوانین آمریکا وضع شده‌است.
برخلاف حقوق «خرید و فروش عادلانه» که در بیشتر کشورهایی که سابقه قانونی بریتانیا دارند، حق استفاده عادلانه یک استثنای کلی است که در مورد انواع مختلف استفاده‌ها با انواع آثار صدق می‌کند و آزمون تناسب انعطاف‌پذیر را روشن می‌کند که هدف از استفاده، مقدار مورد استفاده و تأثیر بر بازار کار اصلی را بررسی می‌کند.
دکترین «استفاده عادلانه» در قانون مشترک انگلو-آمریکا در طول قرن‌های ۱۸ و ۱۹ به عنوان راهی برای جلوگیری از اعمال بیش از حد سفت و سخت قانون کپی رایت و «خفه کردن خلاقیت بسیار که قانون [کپی رایت] برای پرورش آن طراحی شده‌است» نشأت گرفته‌است. اگرچه در اصل یک دکترین قانون مشترک بود، اما زمانی که کنگره ایالات متحده قانون کپی رایت سال ۱۹۷۶ را تصویب کرد، در زمرهٔ قانون قرار گرفت.
تاریخچه
اساسنامه آن در سال ۱۷۱۰ که اقدامی از پارلمان بریتانیا بود، قانون کپی رایت را برای جایگزینی سیستمی از دستور خصوصی که توسط شرکت استیشنرها اجرا می‌شد، ایجاد کرد. اساسنامه آن استفاده غیرمجاز قانونی از مطالب محافظت شده توسط کپی رایت را فراهم نکرد.